# Waitaha
Waitaha es un iwi maorí. Los primeros habitantes de la Isla Sur de Nueva Zelanda fueron absorbidos por el iwi mucho mayor de Ngāi Tahu durante el siglo XIX vía matrimonios y conquistas, como ocurrió con el iwi de Kāti Mamoe.
Los Waitaha poseen una larga historia, tanto verificada como legendaria. Según las costumbres Waitaha, ellos precedieron a los demás maorí que se asentaron en la isla, habiendo habitado en Canterbury y Otago mucho antes de que arribaran otras tribus maoríes, e incluso habiendo habitado en otras islas del archipiélago como Horowhenua. Por esta razón, algunos descendientes de los Waitaha se ven distintos a los Māoridom en conjunto, aunque hay pocas pruebas que ratifiquen esas leyendas. Esto no es óbice para negar que los Waitaha fueran los primeros en llegar durante la primera oleada de asentamientos polinésicos en Nueva Zelanda, aunque esas teorías no son aceptadas por la mayoría de los estudiosos.   
- Datos: Q2540772